# Michael Hoffmann-Becking
Michael Hoffmann-Becking (* 8. Februar 1943 in Magdeburg) ist ein deutscher Rechtsanwalt, Rechtswissenschaftler und Honorarprofessor.

## Leben
Nach dem Abitur 1962 in Olpe/Westfalen studierte er Rechtswissenschaften in Freiburg, München und Münster. 1966 machte er das Referendarexamen beim Oberlandesgericht Hamm und 1970 das Assessorexamen in Nordrhein-Westfalen. 1968 wurde er zum Dr. jur. an der Universität Münster promoviert.
Von 1966 bis 1968 war er wissenschaftliche Hilfskraft bei Hans J. Wolff (1898–1976) in Münster und 1970/71 wissenschaftlicher Assistent mit Habilitationsvorhaben im Verwaltungsrecht bei Hans-Uwe Erichsen an der Universität Bochum. Seine Tante machte ihn mit dem entfernten Verwandten Industrieanwalt Hans Hengeler aus Düsseldorf bekannt, der zunächst Hoffmann-Becking bestärkte, seine wissenschaftliche Karriere fortzusetzen, ihm aber kurze Zeit später anbot, sein Mitarbeiter zu werden. Vom 1. April 1971 bis zum 28. Februar 2018 war er Rechtsanwalt in der Sozietät Hengeler Kurth Wirtz (seit 1990 Hengeler Mueller) in Düsseldorf und wurde 1976 der achte Partner der Sozietät. 1976 lehnte er den Ruf zum Chefsyndikus von AEG ab. Die Schwerpunkte seiner anwaltlichen Tätigkeit liegen im Gesellschaftsrecht, insbesondere im Aktien- und Konzernrecht, der Beratung von börsennotierten Unternehmen und Familiengesellschaften, der Neuordnung von Unternehmen, Compliance und Unternehmensnachfolge.
Seit 1999 ist er Lehrbeauftragter für Aktien- und Konzernrecht an der Universität Bonn und dort seit 2002 Honorarprofessor. Von 1981 bis 2018 war er Mitherausgeber der Zeitschrift für das gesamte Handelsrecht (ZHR) und von 1998 bis 2020 Mitherausgeber der Neuen Zeitschrift für Gesellschaftsrecht (NZG). 
Von 1988 bis 2000 war er Mitglied der „Ständigen Deputation“ (Vorstand) des Deutschen Juristentags, 1990 Stellvertretender Vorsitzender der Abteilung Juristenausbildung des 58. DJT in München, 1992 Referent der Abteilung Wirtschaftsrecht des 59. DJT in Hannover, 1996 Stellvertretender Vorsitzender der Abteilung Wirtschaftsrecht des 61. DJT in Karlsruhe, 1998 Stellvertretender Vorsitzender der Abteilung Juristenausbildung des 62. DJT in Bremen und 2000 Vorsitzender der Abteilung Wirtschaftsrecht des 63. DJT in Leipzig.
Von 1994 bis 2015 war er Vorsitzender des Handelsrechtsausschusses des Deutschen Anwaltvereins (Mitglied seit 1984). Von 2003 bis 2009 war er Vorsitzender des Vereins der Freunde des Busch-Reisinger Museums an der Harvard-Universität. Seit 2019 ist er Vorsitzender des Kuratoriums der von ihm zusammen mit anderen in 2007 gegründeten Stiftung Humboldt-Universität in Berlin.
Hoffmann–Becking ist verheiratet und hat zwei Söhne. Er ist seit 1962 Mitglied der katholischen Studentenverbindung K.D.St.V. Falkenstein Freiburg im CV. 2013 übernahm er die Namenspatenschaft des Phi Delta Phi Inns an der Johann Wolfgang Goethe-Universität Frankfurt am Main.

## Auszeichnungen
- Bundesverdienstkreuz 1. Klasse, 2001
- Ehrenmedaille der Bucerius Law School, 2006[6]

## Mitgliedschaft
Hoffmann-Becking war langjähriges Mitglied in zahlreichen Aufsichtsräten und Beiräten, u. a.:
- Bertelsmann AG, Gütersloh
- C.H. Boehringer Sohn AG + Co. KG, Ingelheim
- Delton AG, Bad Homburg
- Felix Schoeller Holding GmbH & Co. KG, Osnabrück
- Frankfurter Allgemeine Zeitung GmbH u. FAZIT-Stiftung gGmbH, Frankfurt[7]
- Hella GmbH & Co. KGaA, Lippstadt
- Hertie Waren- und Kaufhaus GmbH, Frankfurt
- Rheinische Bahngesellschaft AG, Düsseldorf
- Rheinisch-Bergische Verlagsgesellschaft mbH, Düsseldorf
- Spencer Stuart GmbH, Frankfurt
- Stihl Holding AG & Co. KG, Waiblingen

## Veröffentlichungen
Er ist Herausgeber und Mitautor von:
- Münchener Handbuch des Gesellschaftsrechts, Band 4, Aktiengesellschaft, 1. Aufl. 1988 bis 5. Aufl. 2020 (Herausgeber und Mitautor)
- Beck’sches Formularbuch zum Bürgerlichen, Handels- und Wirtschaftsrecht, 1. Aufl. 1978 bis 13. Aufl. 2019 (Mitherausgeber und Mitautor)
- Münchner Vertragshandbuch, Band 1, Gesellschaftsrecht, 1. Aufl. 1982 bis 7. Aufl. 2012 (Mitautor)
- Stellungnahmen des Handelsrechtsausschusses des DAV, 2016 (Herausgeber)